# Serie A1 2021-2022 (hockey su pista)
La Serie A1 2021-2022 è stata la 99ª edizione (la 73ª a girone unico) del torneo di primo livello del campionato italiano di hockey su pista. La competizione ha avuto inizio il 2 ottobre 2021 e si è conclusa il 12 giugno 2022.
Lo scudetto è stato conquistato dal Trissino per la seconda volta nella sua storia, a 44 anni di distanza dal titolo precedente.

## Stagione

### Novità
La stagione 2021-2022 della serie A1 vide ai nastri di partenza quattordici club. Al torneo hanno partecipato: Amatori Lodi, Bassano, Correggio, Follonica, Forte dei Marmi, Grosseto, HRC Monza, Montebello, Sandrigo, Sarzana, Trissino, Valdagno. Al posto delle retrocesse Breganze e Roller Scandiano partecipano le due neoprommosse Vercelli, società fondata appena tre anni prima, e Matera.

### Formula
Come ormai consuetudine, la manifestazione è organizzata in due fasi. La prima fase vede la disputa di un girone all'italiana, con gare di andata e ritorno per un totale di 26 giornate: sono assegnati 3 punti per l'incontro vinto e un punto a testa per l'incontro pareggiato, mentre non ne è attribuito alcuno per la sconfitta. Al termine della prima fase le prime dieci squadre classificate si qualificano per i play-off scudetto mentre le squadre classificate dall'11º e al 14º posto parteciperanno ai play-out per stabilire le squadre retrocesse in Serie A2 nella stagione successiva.
Le formazioni classificate dal 1º all'8º posto al termine del girone di andata sono state ammesse alle Final Eight di Coppa Italia.

### Avvenimenti

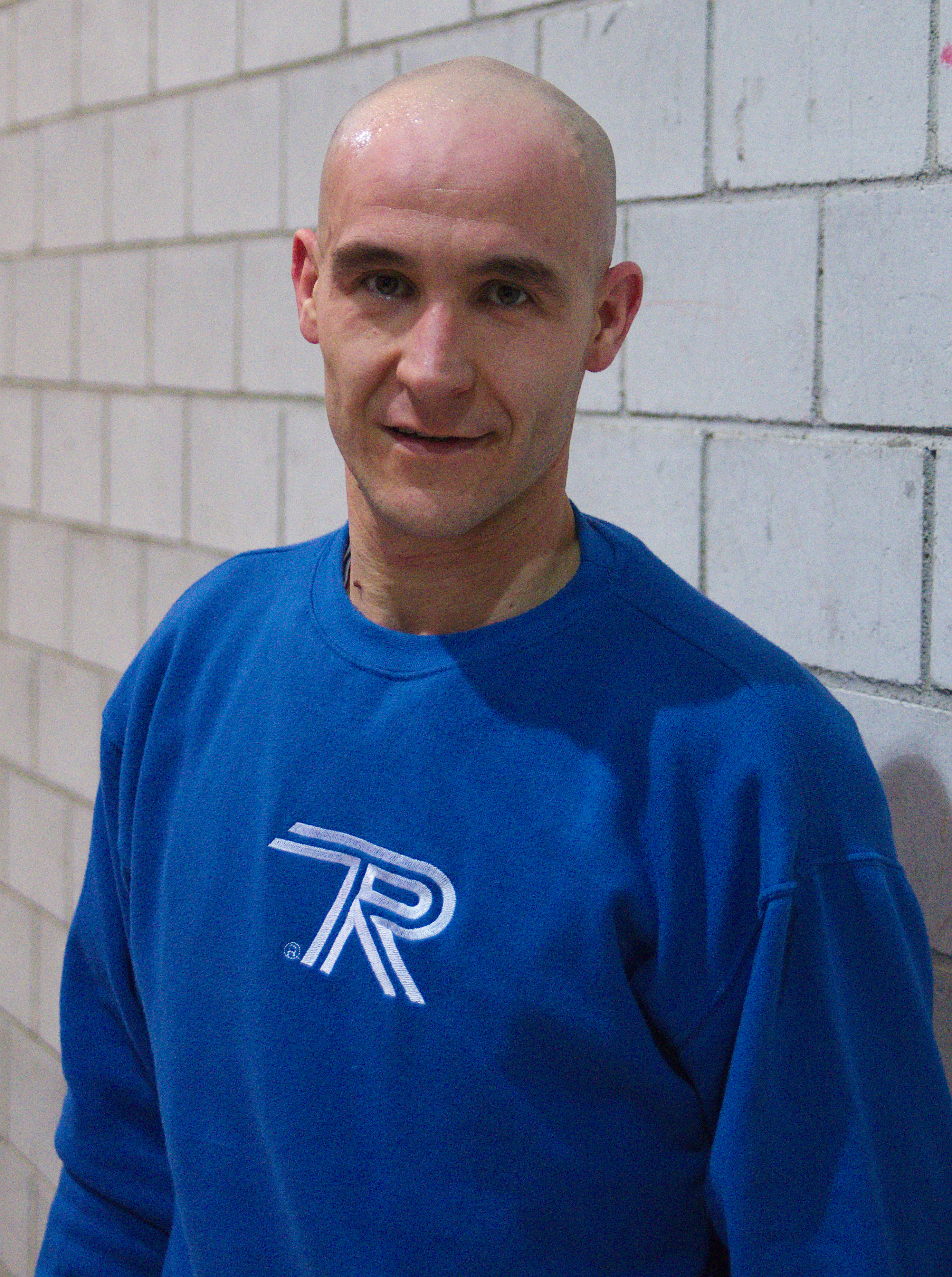
Pedro Gil Gómez, tornato a vestire la maglia del Forte dei Marmi

La stagione regolare del torneo si è svolta dal 2 ottobre 2021 al 13 aprile 2022. La prima fase del torneo fu dominata dal rinnovato Trissino, guidato da Alessandro Bertolucci, che per la seconda volta nella sua storia vinse la stagione regolare finendo primo con 64 punti in classifica. Hanno raggiunto la qualificazione ai play-off scudetto l'Amatori Lodi campione in carica, il Follonica, il Forte dei Marmi, il Bassano, il Valdagno, il Grosseto, il Vercelli, il Montebello e Sarzana vincitrice della Coppa Italia; furono relegati ai play-out Sabdrigo, l'HRC Monza, Correggio e il Matera.
Il primo turno dei play-off vide le sfide Vercelli-Montebello con i piemontesi vincitori e qualificati al tabellone principale come il Grosseto che eliminò il Sarzana. I quarti di finale rispettarono i pronostici della vigilia. Il Trissino eliminò Vercelli in due gare, il Forte dei Marmi ebbe la meglio sul Bassano in gara-3 della serie, Follonica eliminò Valdagno sempre alla terza gara mentre i giallorossi di Lodi superarono in due gare il Grosseto. Le semifinali videro il Trissino eliminare il Forte dei Marmi di Pedro Gil Gómez alla quarta gara della serie e l'Amatori Lodi ebbe la meglio sul Follonica sempre in gara-4.
La finale scudetto fu quindi Trissino-Amatori Lodi e fu dominata dai veneti. La prima partita venne disputata al PalaCastellotti di Lodi e vide il Trissino vincere il match per 5 a 2; la seconda gara, disputata a Trissino, vide i padroni di casa bissare il successo di gara-1 per 7 a 2 mentre fu senza storia la terza gara, sempre a Trissino, dove i bianco-blu di Alessandro Bertolucci, campioni d'Europa in carica, vinsero per 8 a 3 laureandosi campioni d'Italia per la seconda volta nella loro storia.
A retrocedere in serie A2, dopo i play-out, furono il Matera e il Correggio.

## Squadre partecipanti
| Club            | Stagione | Città                     | Impianto                       | Stagione precedente                                                  |
| --------------- | -------- | ------------------------- | ------------------------------ | -------------------------------------------------------------------- |
| Amatori Lodi    | dettagli | Lodi                      | PalaCastellotti                | 2º in Serie A1, vincitore play-off scudetto, campione d'Italia       |
| Bassano         | dettagli | Bassano del Grappa (VI)   | PalaUbroker                    | 6º in Serie A1, semifinali play-off scudetto                         |
| Correggio       | dettagli | Correggio (RE)            | Palasport Dorando Pietri       | 10º in Serie A1, quarti di finale play-off scudetto                  |
| Follonica       | dettagli | Follonica (GR)            | Pista Armeni                   | 5º in Serie A1, semifinali play-off scudetto                         |
| Forte dei Marmi | dettagli | Forte dei Marmi (LU)      | PalaForte                      | 1º in Serie A1, finale play-off scudetto                             |
| Grosseto        | dettagli | Grosseto                  | Pista Mario Parri              | 11º in Serie A1                                                      |
| HRC Monza       | dettagli | Monza                     | PalaRovagnati di Biassono (MB) | 12º in Serie A1                                                      |
| Matera          | dettagli | Matera                    | PalaTenda                      | 3º nel Girone B di Serie A2, finale play-off promozione, promosso    |
| Montebello      | dettagli | Montebello Vicentino (VI) | Palazzetto dello sport         | 8º in Serie A1, quarti di finale play-off scudetto                   |
| Sandrigo        | dettagli | Sandrigo (VI)             | Palasport di Sandrigo          | 9º in Serie A1, primo turno play-off scudetto                        |
| Sarzana         | dettagli | Sarzana (SP)              | Pista Vecchio Mercato          | 4º in Serie A1, quarti di finale play-off scudetto                   |
| Trissino        | dettagli | Trissino (VI)             | PalaDante                      | 3º in Serie A1, quarti di finale play-off scudetto                   |
| Valdagno        | dettagli | Valdagno (VI)             | PalaLido                       | 7º in Serie A1, primo turno play-off scudetto                        |
| Vercelli        | dettagli | Vercelli                  | PalaPregnolato                 | 1º nel Girone A di Serie A2, vincitore play-off promozione, promosso |

### Allenatori e primatisti
| Squadra         | Allenatore                                                        | Cannoniere (Miglior marcatore nella stagione regolare) |
| --------------- | ----------------------------------------------------------------- | ------------------------------------------------------ |
| Amatori Lodi    | Pierluigi Bresciani                                               | Jordi Méndez (51 reti)                                 |
| Bassano         | Roberto Crudeli (1ª-9ª) Luís Nunes (10ª-25ª) Miguel Viterbo (26ª) | Federico Ambrosio (32 reti)                            |
| Correggio       | Pablo Jara                                                        | Andrea Fantozzi (28 reti)                              |
| Follonica       | Sérgio Silva                                                      | Francesco Banini (32 reti)                             |
| Forte dei Marmi | Alberto Orlandi (1ª-9ª) Marc Gual (10ª-26ª)                       | Pedro Gil Gómez (22 reti)                              |
| Grosseto        | Federico Paghi                                                    | Alessandro Franchi (22 reti)                           |
| HRC Monza       | Tommaso Colamaria                                                 | Davide Nadini (28 reti)                                |
| Matera          | Emanuele Santochirico                                             | Conrado Piozzini (31 reti)                             |
| Montebello      | Luca Chiarello                                                    | Andrea Brendolin (26 reti)                             |
| Sandrigo        | Franco Vanzo                                                      | Diogo Neves (31 reti)                                  |
| Sarzana         | Mirko Bertolucci                                                  | Joan Galbàs (25 reti)                                  |
| Trissino        | Alessandro Bertolucci                                             | Giulio Cocco (45 reti)                                 |
| Valdagno        | Diego Mir                                                         | Davide Motaran (24 reti)                               |
| Vercelli        | Sergi Punset                                                      | Massimo Tataranni (29 reti)                            |

## Stagione regolare

### Classifica finale
|  | Pos. | Squadra         | Pt  | G  | V  | N | P  | GF  | GS  | DR   |
|  | ---- | --------------- | --- | -- | -- | - | -- | --- | --- | ---- |
|  | 1.   | Trissino        | 64  | 26 | 21 | 1 | 4  | 162 | 69  | +93  |
|  | 2.   | Amatori Lodi    | 54  | 26 | 17 | 3 | 6  | 136 | 90  | +46  |
|  | 3.   | Follonica       | 53  | 26 | 16 | 5 | 5  | 118 | 77  | +41  |
|  | 4.   | Forte dei Marmi | 52  | 26 | 16 | 4 | 6  | 111 | 70  | +41  |
|  | 5.   | Bassano         | 45  | 26 | 14 | 3 | 9  | 113 | 95  | +18  |
|  | 6.   | Valdagno        | 44  | 26 | 13 | 5 | 8  | 100 | 79  | +21  |
|  | 7.   | Grosseto        | 39  | 26 | 12 | 3 | 11 | 100 | 106 | -6   |
|  | 8.   | Vercelli        | 37  | 26 | 11 | 4 | 11 | 103 | 100 | +3   |
|  | 9.   | Montebello      | 36  | 26 | 10 | 6 | 10 | 100 | 109 | -9   |
|  | 10.  | Sarzana         | 36  | 26 | 11 | 3 | 12 | 108 | 97  | +11  |
|  | 11.  | Sandrigo        | 26  | 26 | 8  | 2 | 16 | 82  | 111 | -29  |
|  | 12.  | HRC Monza       | 22  | 26 | 6  | 4 | 16 | 82  | 109 | -27  |
|  | 13.  | Correggio       | 15  | 26 | 4  | 3 | 19 | 95  | 151 | -56  |
|  | 14.  | Matera          | -15 | 26 | 0  | 0 | 26 | 75  | 222 | -147 |

Legenda:
  Squadra ammessa ai quarti di finale dei play-off scudetto.
  Squadra ammessa al primo turno dei play-off scudetto.
  Squadra ammessa ai play-out.
  Squadra vincitrice della Coppa Italia 2021-2022.
  Squadra vincitrice della Supercoppa italiana 2021.
      Campione d'Italia e ammessa alla WSE Champions League 2022-2023.
      Ammesse alla WSE Champions League 2022-2023.
      Ammesse alla Coppa WSE 2022-2023.
Note:
Tre punti a vittoria, uno a pareggio, zero a sconfitta.
In caso di arrivo di due o più squadre a pari punti, la graduatoria finale è stilata secondo la classifica avulsa tra le squadre interessate che prevede, in ordine, i seguenti criteri:
- punti negli scontri diretti;
- differenza reti negli scontri diretti;
- differenza reti generale;
- reti realizzate in generale;
- sorteggio.

Il Montebello prevale sul Sarzana in virtù della miglior differenza reti negli scontri diretti.
Il Matera è stato penalizzato di 15 punti per non aver ottemperato agli obblighi federali in materia finanziaria.

### Risultati
| Andata (1ª) | Andata (1ª) | Prima giornata           | Ritorno (14ª) | Ritorno (14ª) |
|             |             |                          |               |               |
| 2 ott.      | 2-2         | Sandrigo-Sarzana         | 3-9           | 15 gen.       |
| 2 ott.      | 1-3         | Grosseto-Trissino        | 4-6           | 16 gen.       |
| 2 ott.      | 3-2         | Montebello-Correggio     | 4-3           | 16 gen.       |
| 2 ott.      | 1-4         | Valdagno-Follonica       | 1-1           | 15 gen.       |
| 2 ott.      | 5-13        | Matera-Amatori Lodi      | 4-14          | 15 gen.       |
| 2 ott.      | 1-4         | Vercelli-Forte dei Marmi | 3-6           | 15 gen.       |
| 6 ott.      | 3-4         | HRC Monza-Bassano        | 5-7           | 16 gen.       |

| Andata (2ª) | Andata (2ª) | Seconda giornata           | Ritorno (15ª) | Ritorno (15ª) |
|             |             |                            |               |               |
| 9 ott.      | 3-3         | Amatori Lodi-Grosseto      | 5-2           | 22 gen.       |
| 9 ott.      | 4-4         | Follonica-HRC Monza        | 4-3           | 22 gen.       |
| 9 ott.      | 3-3         | Forte dei Marmi-Montebello | 0-0           | 22 gen.       |
| 9 ott.      | 6-0         | Sarzana-Valdagno           | 2-5           | 22 gen.       |
| 10 ott.     | 7-1         | Bassano-Matera             | 7-6           | 22 gen.       |
| 10 ott.     | 5-4         | Correggio-Sandrigo         | 4-5           | 22 gen.       |
| 10 ott.     | 2-1         | Trissino-Vercelli          | 7-5           | 22 gen.       |

| Andata (3ª) | Andata (3ª) | Terza giornata           | Ritorno (16ª) | Ritorno (16ª) |
|             |             |                          |               |               |
| 16 ott.     | 3-1         | Grosseto-Bassano         | 4-9           | 2 mar.        |
| 16 ott.     | 3-5         | Montebello-Trissino      | 1-11          | 2 feb.        |
| 16 ott.     | 5-4         | Valdagno-Correggio       | 7-1           | 2 feb.        |
| 16 ott.     | 3-8         | Matera-HRC Monza         | 4-6           | 28 feb.       |
| 16 ott.     | 4-3         | Vercelli-Amatori Lodi    | 3-3           | 2 feb.        |
| 16 ott.     | 2-5         | Sarzana-Follonica        | 4-4           | 2 feb.        |
| 16 ott.     | 3-3         | Sandrigo-Forte dei Marmi | 2-4           | 29 gen.       |

| Andata (4ª) | Andata (4ª) | Quarta giornata          | Ritorno (17ª) | Ritorno (17ª) |
|             |             |                          |               |               |
| 20 ott.     | 3-5         | Correggio-Sarzana        | 3-13          | 5 feb.        |
| 20 ott.     | 4-3         | Forte dei Marmi-Valdagno | 0-4           | 5 feb.        |
| 20 ott.     | 5-0         | Trissino-Sandrigo        | 7-2           | 5 feb.        |
| 20 ott.     | 5-4         | Amatori Lodi-Montebello  | 7-4           | 5 feb.        |
| 23 ott.     | 6-2         | Follonica-Matera         | 7-4           | 2 mar.        |
| 23 ott.     | 2-3         | HRC Monza-Grosseto       | 3-8           | 5 feb.        |
| 24 ott.     | 4-6         | Bassano-Vercelli         | 5-4           | 5 feb.        |

| Andata (5ª) | Andata (5ª) | Quinta giornata         | Ritorno (18ª) | Ritorno (18ª) |
|             |             |                         |               |               |
| 27 ott.     | 5-14        | Correggio-Follonica     | 2-4           | 16 feb.       |
| 27 ott.     | 2-2         | Montebello-Bassano      | 2-5           | 13 feb.       |
| 27 ott.     | 1-3         | Valdagno-Trissino       | 3-3           | 16 feb.       |
| 27 ott.     | 3-4         | Sarzana-Forte dei Marmi | 2-3           | 16 feb.       |
| 30 ott.     | 3-2         | Vercelli-HRC Monza      | 2-2           | 12 feb.       |
| 30 ott.     | 11-5        | Grosseto-Matera         | 2-0           | 12 feb.       |
| 30 ott.     | 2-5         | Sandrigo-Amatori Lodi   | 2-5           | 16 feb.       |

| Andata (6ª) | Andata (6ª) | Sesta giornata            | Ritorno (19ª) | Ritorno (19ª) |
|             |             |                           |               |               |
| 27 nov.     | 4-4         | HRC Monza-Montebello      | 4-5           | 19 feb.       |
| 27 nov.     | 8-3         | Amatori Lodi-Valdagno     | 3-1           | 19 feb.       |
| 27 nov.     | 7-2         | Follonica-Grosseto        | 2-2           | 19 feb.       |
| 27 nov.     | 4-2         | Forte dei Marmi-Correggio | 7-3           | 20 feb.       |
| 27 nov.     | 2-6         | Matera-Vercelli           | 2-9           | 19 feb.       |
| 28 nov.     | 5-2         | Trissino-Sarzana          | 4-6           | 19 feb.       |
| 28 nov.     | 4-3         | Bassano-Sandrigo          | 7-0           | 19 feb.       |

| Andata (7ª) | Andata (7ª) | Settima giornata          | Ritorno (20ª) | Ritorno (20ª) |
|             |             |                           |               |               |
| 4 dic.      | 1-2         | Valdagno-Bassano          | 5-4           | 6 mar.        |
| 4 dic.      | 2-2         | Forte dei Marmi-Follonica | 1-2           | 9 mar.        |
| 4 dic.      | 8-5         | Sarzana-Amatori Lodi      | 1-3           | 5 mar.        |
| 4 dic.      | 7-4         | Sandrigo-HRC Monza        | 4-1           | 5 mar.        |
| 4 dic.      | 7-4         | Vercelli-Grosseto         | 2-4           | 5 mar.        |
| 4 dic.      | 6-1         | Montebello-Matera         | 3-2           | 5 mar.        |
| 5 dic.      | 3-5         | Correggio-Trissino        | 3-11          | 6 mar.        |

| Andata (8ª) | Andata (8ª) | Ottava giornata          | Ritorno (21ª) | Ritorno (21ª) |
|             |             |                          |               |               |
| 8 dic.      | 7-3         | Grosseto-Montebello      | 5-6           | 12 mar.       |
| 8 dic.      | 5-1         | Follonica-Vercelli       | 3-1           | 16 mar.       |
| 8 dic.      | 6-2         | Amatori Lodi-Correggio   | 11-4          | 13 mar.       |
| 8 dic.      | 5-4         | Bassano-Sarzana          | 3-4           | 12 mar.       |
| 8 dic.      | 2-3         | HRC Monza-Valdagno       | 0-3           | 12 mar.       |
| 8 dic.      | 3-4         | Matera-Sandrigo          | 2-10          | 12 mar.       |
| 8 dic.      | 5-1         | Trissino-Forte dei Marmi | 1-5           | 12 mar.       |

| Andata (9ª) | Andata (9ª) | Nona giornata                | Ritorno (22ª) | Ritorno (22ª) |
|             |             |                              |               |               |
| 11 dic.     | 3-4         | Montebello-Vercelli          | 8-9           | 19 mar.       |
| 11 dic.     | 4-6         | Sandrigo-Grosseto            | 1-0           | 19 mar.       |
| 12 dic.     | 2-2         | Correggio-Bassano            | 3-8           | 20 mar.       |
| 15 dic.     | 9-4         | Valdagno-Matera              | 9-2           | 19 mar.       |
| 15 dic.     | 6-5         | Forte dei Marmi-Amatori Lodi | 4-5           | 19 mar.       |
| 15 dic.     | 5-4         | Trissino-Follonica           | 5-6           | 19 mar.       |
| 15 dic.     | 2-4         | Sarzana-HRC Monza            | 4-5           | 19 mar.       |

| Andata (10ª) | Andata (10ª) | Decima giornata         | Ritorno (23ª) | Ritorno (23ª) |
|              |              |                         |               |               |
| 18 dic.      | 2-3          | Matera-Sarzana          | 4-7           | 23 mar.       |
| 18 dic.      | 5-3          | Vercelli-Sandrigo       | 2-3           | 26 mar.       |
| 18 dic.      | 6-3          | Follonica-Montebello    | 5-9           | 6 apr.        |
| 18 dic.      | 3-6          | Amatori Lodi-Trissino   | 1-3           | 23 mar.       |
| 18 dic.      | 4-2          | Grosseto-Valdagno       | 2-9           | 6 apr.        |
| 18 dic.      | 7-5          | HRC Monza-Correggio     | 3-3           | 27 mar.       |
| 19 dic.      | 5-2          | Bassano-Forte dei Marmi | 4-5           | 26 mar.       |

| Andata (11ª) | Andata (11ª) | Undicesima giornata       | Ritorno (24ª) | Ritorno (24ª) |
|              |              |                           |               |               |
| 22 dic.      | 4-3          | Sarzana-Grosseto          | 2-5           | 30 mar.       |
| 22 dic.      | 2-3          | Sandrigo-Montebello       | 2-5           | 30 mar.       |
| 22 dic.      | 10-2         | Correggio-Matera          | 8-4           | 30 mar.       |
| 22 dic.      | 4-3          | Valdagno-Vercelli         | 3-3           | 30 mar.       |
| 22 dic.      | 7-0          | Forte dei Marmi-HRC Monza | 3-1           | 30 mar.       |
| 9 feb.       | 4-3          | Amatori Lodi-Follonica    | 3-1           | 30 mar.       |
| 9 feb.       | 7-1          | Trissino-Bassano          | 5-6           | 30 mar.       |

| Andata (12ª) | Andata (12ª) | Dodicesima giornata    | Ritorno (25ª) | Ritorno (25ª) |
|              |              |                        |               |               |
| 23 feb.      | 1-8          | Matera-Forte dei Marmi | 2-11          | 2 apr.        |
| 23 feb.      | 3-0          | Vercelli-Sarzana       | 6-6           | 2 apr.        |
| 23 feb.      | 3-4          | Bassano-Amatori Lodi   | 5-5           | 2 apr.        |
| 23 feb.      | 2-3          | HRC Monza-Trissino     | 0-7           | 3 apr.        |
| 23 feb.      | 4-4          | Grosseto-Correggio     | 3-2           | 3 apr.        |
| 23 feb.      | 4-4          | Montebello-Valdagno    | 4-4           | 2 apr.        |
| 23 feb.      | 4-3          | Sandrigo-Follonica     | 4-7           | 2 apr.        |

| \| Andata (13ª) \| Andata (13ª) \| Tredicesima giornata \| Ritorno (26ª) \| Ritorno (26ª) \| \| \| \| \| \| \| \| 26 feb. \| 12-5 \| Forte dei Marmi-Grosseto \| 2-3 \| 9 apr. \| \| 26 feb. \| 4-2 \| Sarzana-Montebello \| 3-6 \| 13 apr. \| \| 26 feb. \| 7-2 \| Follonica-Bassano \| 2-1 \| 13 apr. \| \| 26 feb. \| 4-1 \| Amatori Lodi-HRC Monza \| 3-6 \| 13 apr. \| \| 26 feb. \| 5-3 \| Valdagno-Sandrigo \| 5-3 \| 13 apr. \| \| 27 feb. \| 6-4 \| Correggio-Vercelli \| 3-6 \| 6 apr. \| \| 27 feb. \| 19-3 \| Trissino-Matera \| 2-19 \| 13 apr. \| |              |                          |               |               |
| Andata (13ª) | Andata (13ª) | Tredicesima giornata     | Ritorno (26ª) | Ritorno (26ª) |
| |              |                          |               |               |
| 26 feb. | 12-5         | Forte dei Marmi-Grosseto | 2-3           | 9 apr.        |
| 26 feb. | 4-2          | Sarzana-Montebello       | 3-6           | 13 apr.       |
| 26 feb. | 7-2          | Follonica-Bassano        | 2-1           | 13 apr.       |
| 26 feb. | 4-1          | Amatori Lodi-HRC Monza   | 3-6           | 13 apr.       |
| 26 feb. | 5-3          | Valdagno-Sandrigo        | 5-3           | 13 apr.       |
| 27 feb. | 6-4          | Correggio-Vercelli       | 3-6           | 6 apr.        |
| 27 feb. | 19-3         | Trissino-Matera          | 2-19          | 13 apr.       |

## Play-out

### Classifica finale
|  | Pos. | Squadra   | Pt | G | V | N | P | GF | GS | DR  |
|  | ---- | --------- | -- | - | - | - | - | -- | -- | --- |
|  | 1.   | HRC Monza | 24 | 6 | 4 | 1 | 1 | 30 | 19 | +11 |
|  | 2.   | Sandrigo  | 22 | 6 | 3 | 0 | 3 | 22 | 21 | +1  |
|  | 3.   | Correggio | 21 | 6 | 4 | 1 | 1 | 32 | 18 | +14 |
|  | 4.   | Matera    | -7 | 6 | 0 | 0 | 6 | 17 | 43 | -26 |

Legenda:
      Retrocesso in Serie A2 2022-2023.
Note:

Punti portati dalla prima fase:
Sandrigo: 13 punti
HRC Monza: 11 punti
Correggio: 8 punti
Matera: -7 punti
Note:
Tre punti a vittoria, uno a pareggio, zero a sconfitta. La classifica tiene conto della metà dei punti conseguiti durante la stagione regolare, eventualmente arrotondati all'intero superiore.
In caso di arrivo di due o più squadre a pari punti, la graduatoria finale è stilata secondo la classifica avulsa tra le squadre interessate che prevede, in ordine, i seguenti criteri:
- punti negli scontri diretti;
- differenza reti negli scontri diretti;
- differenza reti generale;
- reti realizzate in generale;
- sorteggio.

### Risultati
| Andata (1ª) | Andata (1ª) | Prima giornata      | Ritorno (4ª) | Ritorno (4ª) |
|             |             |                     |              |              |
| 23 apr.     | 3-3         | HRC Monza-Correggio | 5-1          | 15 mag.      |
| 23 apr.     | 3-2         | Sandrigo-Matera     | 6-3          | 14 mag.      |

| Andata (2ª) | Andata (2ª) | Seconda giornata   | Ritorno (5ª) | Ritorno (5ª) |
|             |             |                    |              |              |
| 30 apr.     | 4-7         | Matera-HRC Monza   | 3-9          | 21 mag.      |
| 1º mag.     | 6-2         | Correggio-Sandrigo | 4-3          | 21 mag.      |

| \| Andata (3ª) \| Andata (3ª) \| Terza giornata \| Ritorno (6ª) \| Ritorno (6ª) \| \| \| \| \| \| \| \| 7 mag. \| 5-3 \| HRC Monza-Sandrigo \| 1-5 \| 28 mag. \| \| 8 mag. \| 12-2 \| Correggio-Matera \| 6-3 \| 25 mag. \| |             |                    |              |              |
| Andata (3ª) | Andata (3ª) | Terza giornata     | Ritorno (6ª) | Ritorno (6ª) |
| |             |                    |              |              |
| 7 mag. | 5-3         | HRC Monza-Sandrigo | 1-5          | 28 mag.      |
| 8 mag. | 12-2        | Correggio-Matera   | 6-3          | 25 mag.      |

## Play-off scudetto

### Tabellone
|  | Primo turno | Primo turno | Primo turno | Primo turno  | Primo turno |   |   | Quarti di finale | Quarti di finale | Quarti di finale | Quarti di finale | Quarti di finale |   |                 | Semifinali   | Semifinali | Semifinali | Semifinali | Semifinali | Semifinali | Semifinali |  |  | Finali | Finali   | Finali | Finali | Finali | Finali | Finali |
|  |             |             |             |              |             |   |   |                  |                  |                  |                  |                  |   |                 |              |            |            |            |            |            |            |  |  |        |          |        |        |        |        |        |
|  |             |             |             |              |             |   |   | 1                | Trissino         | 4                | 3                |                  |   |                 |              |            |            |            |            |            |            |  |  |        |          |        |        |        |        |        |
|  | 8           | Vercelli    | 5           | 7            | Tot: 12     |   |   | 8                | Vercelli         | 0                | 2                |                  |   |                 |              |            |            |            |            |            |            |  |  |        |          |        |        |        |        |        |
|  | 8           | Vercelli    | 5           | 7            | Tot: 12     |   | 1 | 8                | Vercelli         | 0                | 2                | Trissino         | 1 | 3               | 2            | 3          |            |            |            |            |            |  |  |        |          |        |        |        |        |        |
|  | 9           | Montebello  | 6           | 5            | Tot: 11     |   | 1 |                  |                  |                  |                  |                  |   |                 | 2            | 3          |            |            |            |            |            |  |  |        |          |        |        |        |        |        |
|  | 9           | Montebello  | 6           | 5            | Tot: 11     |   | 4 | Forte dei Marmi  | 5                | 1                | 0                | 2                |   |                 |              |            |            |            |            |            |            |  |  |        |          |        |        |        |        |        |
|  |             |             |             |              |             |   |   | Forte dei Marmi  | 5                | 1                | 0                | 2                | 4 | Forte dei Marmi | 4            | 3          | 2          |            |            |            |            |  |  |        |          |        |        |        |        |        |
|  |             |             |             |              |             |   |   |                  |                  |                  |                  |                  | 4 | Forte dei Marmi | 4            | 3          | 2          |            |            |            |            |  |  |        |          |        |        |        |        |        |
|  |             |             |             |              |             |   |   | 5                | Bassano          | 3                | 5                | 1                |   |                 |              |            |            |            |            |            |            |  |  |        |          |        |        |        |        |        |
|  |             |             |             |              |             |   |   |                  |                  |                  |                  |                  |   |                 |              |            |            |            |            |            |            |  |  | 1      | Trissino | 5      | 7      | 8      |        |        |
|  |             |             | 2           | Amatori Lodi | 2           | 2 | 3 |                  |                  |                  |                  |                  |   |                 |              |            |            |            |            |            |            |  |  |        |          |        |        |        |        |        |
|  |             |             |             |              |             |   |   | 3                | Follonica        | 4(4)             | 6(1)             | 4                |   |                 |              |            |            |            |            |            |            |  |  |        |          |        |        |        |        |        |
|  |             |             |             |              |             |   |   | 6                | Valdagno         | 4(3)             | 6(2)             | 1                |   |                 |              |            |            |            |            |            |            |  |  |        |          |        |        |        |        |        |
|  |             |             |             |              |             |   |   |                  |                  |                  |                  |                  |   |                 | 3            | Follonica  | 6          | 1          | 2          | 1          |            |  |  |        |          |        |        |        |        |        |
|  | 7           | Grosseto    | 8           | 2            | Tot: 10     |   |   |                  |                  |                  |                  |                  |   |                 | 3            | Follonica  | 6          | 1          | 2          | 1          |            |  |  |        |          |        |        |        |        |        |
|  | 7           | Grosseto    | 8           | 2            | Tot: 10     |   | 2 | Amatori Lodi     | 4                | 4                | 3                | 3                |   |                 |              |            |            |            |            |            |            |  |  |        |          |        |        |        |        |        |
|  | 10          | Sarzana     | 3           | 4            | Tot: 7      |   | 2 | Amatori Lodi     | 4                | 4                | 3                | 3                |   | 2               | Amatori Lodi | 4          | 5          |            |            |            |            |  |  |        |          |        |        |        |        |        |
|  | 10          | Sarzana     | 3           | 4            | Tot: 7      |   |   |                  |                  |                  |                  |                  |   | 2               | Amatori Lodi | 4          | 5          |            |            |            |            |  |  |        |          |        |        |        |        |        |
|  |             |             |             |              |             |   |   | 7                | Grosseto         | 1                | 2                |                  |   |                 |              |            |            |            |            |            |            |  |  |        |          |        |        |        |        |        |

### Primo turno
(8) Vercelli vs. (9) Montebello
| Arbitri: | Ferraro (Bassano del Grappa) Davoli (Modena) |

|                                                                             |           |                                                        |
| Miguélez 11'05" Paiva 17'07" 39'02" 46'04" Ghirardello 32'59" Fariza 35'40" | Marcatori | 21'24" 44'10" Tataranni 38'39" 43'17" 47'47" Zucchetti |

| Arbitri: | Ferrari (Viareggio) Galoppi (Follonica) |

|                                                                   |           |                                                            |
| Moyano 13'58" 16'37" 20'35" 40'57" 57'59" Tataranni 36'11" 45'37" | Marcatori | 9'36" 9'44" 44'34" Paiva 11'49" Nicoletti 40'48" Brendolin |

(7) Grosseto vs. (10) Sarzana
| Arbitri: | Molli (Viareggio) Di Domenico (Correggio) |

|                                        |           |                                                                                         |
| Rossi 24'00" 48'15" De Rinaldis 45'05" | Marcatori | 15'07" 38'09" Saavedra 29'44" 32'08" 44'52" Franchi 33'40" Nacevich 40'17" 41'31" Mount |

| Arbitri: | Barbarisi (Salerno) Iuorio (Salerno) |

|                            |           |                                                       |
| Mount 8'13" Franchi 13'48" | Marcatori | 8'05" J. Galbàs 24'59" 49'18" Nájera 38'58" P. Galbàs |

### Quarti di finale
(1) Trissino vs. (8) Vercelli
| Arbitri: | Fronte (Novara) Rago (Giovinazzo) |

|  |           |                                                  |
|  | Marcatori | 27'24" García 40'24" 48'55" Malagoli 43'11" Bars |

| Arbitri: | Ferraro (Bassano del Grappa) Davoli (Modena) |

|                                       |           |                            |
| García 5'29" 34'28" João Pinto 39'00" | Marcatori | 16'52" Brusa 30'43" Moyano |

(4) Forte dei Marmi vs. (5) Bassano
| Arbitri: | Galoppi (Follonica) Davoli (Modena) |

|                               |           |                                                         |
| Ambrosio 28'35" 47'56" 48'28" | Marcatori | 9'15" 30'00" Xavi Rubio 31'42" Illuzzi 39'09" Maremmani |

| Arbitri: | Fronte (Novara) Rondina (Vercelli) |

|                                     |           |                                                             |
| Gual 3'15" 41'10" Xavi Rubio 32'28" | Marcatori | 11'12" 42'44" Muglia 32'12" 48'10" Ambrosio 37'15" Scuccato |

| Arbitri: | Barbarisi (Salerno) Silecchia (Giovinazzo) |

|                                   |           |                |
| Cinquini 12'44" Xavi Rubio 32'32" | Marcatori | 2'36" Scuccato |

(3) Follonica vs. (6) Valdagno
| Arbitri: | Barbarisi (Salerno) Molli (Viareggio) |

|                                                     |                      |                                                                   |
| Ciocale 0'42" Motaran 21'13" 24'59" M. Cocco 38'29" | Marcatori            | 2'48" F. Pagnini 36'58" M. Pagnini 42'40" D. Banini 48'10" Llobét |
| M. Cocco González De Oro Ciocale Motaran Ciocale    | Tiri di rigore 3 – 4 | F. Pagnini Bonarelli F. Banini M. Pagnini Llobét F. Banini Llobét |

| Arbitri: | Carmazzi (Viareggio) Ferrari (Viareggio) |

|                                                                                              |                      |                                                                          |
| M. Pagnini 33'21" Montigel 39'52" F. Pagnini 41'52" F. Banini 44'34" 58'05" D. Banini 45'28" | Marcatori            | 0'54" Motaran 16'16" 39'52" 56'56" De Oro 18'12" M. Cocco 35'32" Ciocale |
| F. Pagnini D. Banini F. Banini M. Pagnini Llobét                                             | Tiri di rigore 1 – 2 | Motaran M. Cocco González Piroli Ciocale Motaran                         |

| Arbitri: | Eccelsi (Novara) Ferraro (Bassano del Grappa) |

|                                                          |           |               |
| M. Pagnini 5'14" Montigel 29'12" D. Banini 29'45" 49'36" | Marcatori | 46'52" De Oro |

(2) Amatori Lodi vs. (7) Grosseto
| Arbitri: | Ferrari (Viareggio) Carmazzi (Viareggio) |

|                 |           |                                                  |
| Saavedra 42'32" | Marcatori | 10'51" 37'09" Méndez 40'04" Torner 45'37" D'Anna |

| Arbitri: | Eccelsi (Novara) Hyde (Breganze) |

|                                                        |           |                                 |
| Greco 14'43" 30'48" Méndez 28'56" 43'00" D'Anna 33'49" | Marcatori | 8'55" Rodríguez 43'24" S. Paghi |

### Semifinali
(1) Trissino vs. (4) Forte dei Marmi
| Arbitri: | Eccelsi (Novara) Davoli (Modena) |

|                                                           |           |                   |
| Festa 11'08" 44'30" Gual 14'57" Gil 41'42" Illuzzi 42'09" | Marcatori | 31'00" João Pinto |

| Arbitri: | Galoppi (Follonica) Silecchia (Giovinazzo) |

|                                      |           |                  |
| Gavioli 7'15" 33'57" G. Cocco 20'45" | Marcatori | 3'41" Xavi Rubio |

| Arbitri: | Brambilla (Agrate Brianza) Stallone (Giovinazzo) |

|                                 |           |  |
| G. Cocco 34'33" Ipiñazar 37'09" | Marcatori |  |

| Arbitri: | Fronte (Novara) Barbarisi (Salerno) |

|                   |           |                                              |
| Gil 29'30" 41'50" | Marcatori | 9'28" Bars 16'39" João Pinto 39'28" Malagoli |

(2) Amatori Lodi vs. (3) Follonica
| Arbitri: | Fronte (Novara) Barbarisi (Salerno) |

|                                                                                    |           |                                                |
| D. Banini 5'24" M. Pagnini 29'25" 40'05" 52'16" F. Pagnini 33'54" F. Banini 54'25" | Marcatori | 6'01" 26'27" D'Anna 37'31" Greco 43'30" Torner |

| Arbitri: | Ferrari (Viareggio) Rondina (Vercelli) |

|                                          |           |                  |
| Torner 1'30" 32'58" Méndez 33'05" 40'12" | Marcatori | 24'41" D. Banini |

| Arbitri: | Ferraro (Bassano del Grappa) Hyde (Breganze) |

|                                          |           |                                    |
| Méndez 4'30" D'Anna 32'54" Torner 35'19" | Marcatori | 28'51" M. Pagnini 49'02" D. Banini |

| Arbitri: | Eccelsi (Novara) Carmazzi (Viareggio) |

|                  |           |                                   |
| D. Banini 20'00" | Marcatori | 6'50" 34'20" Torner 23'12" Méndez |

### Finale
(1) Trissino vs. (2) Amatori Lodi
| Arbitri: | Eccelsi (Novara) Galoppi (Follonica) |

|                           |           |                                                                    |
| D'Anna 6'10" Greco 22'28" | Marcatori | 3'49" G. Cocco 31'18" 47'05" Malagoli 36'59" Faccin 47'49" Gavioli |

| Arbitri: | Carmazzi (Viareggio) Ferrari (Viareggio) |

|                                                                                                |           |                           |
| García 0'44" 42'23" Gavioli 11'34" João Pinto 19'29" Faccin 20'56" Bars 26'43" Malagoli 48'05" | Marcatori | 19'05 Greco 28'42" Torner |

| Arbitri: | Barbarisi (Salerno) Molli (Viareggio) |

| |           |                                              |
| G. Cocco 2'31" Gavioli 9'16" Malagoli 10'18" João Pinto 10'37" Bars 24'31" 29'58" Faccin 35'30" García 43'31" | Marcatori | 33'25" Antonioni 38'06" Torner 45'52" D'Anna |

## Verdetti
| Verdetto                       | Club                                                                     |
| ------------------------------ | ------------------------------------------------------------------------ |
| Campione d'Italia 2021-2022    | Trissino (2º titolo)                                                     |
| WSE Champions League 2022-2023 | Trissino Amatori Lodi Follonica Forte dei Marmi Bassano Valdagno Sarzana |
| Coppa WSE 2022-2023            | Grosseto Vercelli                                                        |
| Retrocesse in Serie A2         | Correggio Matera                                                         |

### Squadra campione
| Formazione titolare                | Giocatori                         |
| ---------------------------------- | --------------------------------- |
| Zampoli Bars Garcia Ipiñazar Cocco | Stefano Zampoli                   |
| Zampoli Bars Garcia Ipiñazar Cocco | Alessandro Faccin                 |
| Zampoli Bars Garcia Ipiñazar Cocco | Andrea Malagoli                   |
| Zampoli Bars Garcia Ipiñazar Cocco | Giulio Cocco                      |
| Zampoli Bars Garcia Ipiñazar Cocco | João Pinto                        |
| Zampoli Bars Garcia Ipiñazar Cocco | Roger Bars Català                 |
| Zampoli Bars Garcia Ipiñazar Cocco | Davide Gavioli                    |
| Zampoli Bars Garcia Ipiñazar Cocco | Emanuel Garcia                    |
| Zampoli Bars Garcia Ipiñazar Cocco | Francisco Ipiñazar                |
| Zampoli Bars Garcia Ipiñazar Cocco | Elia Zen                          |
| Zampoli Bars Garcia Ipiñazar Cocco | Allenatore: Alessandro Bertolucci |

## Statistiche del torneo

### Record squadre
- Maggior numero di vittorie: Trissino (21)
- Minor numero di vittorie: Matera (0)
- Maggior numero di pareggi: Montebello (6)
- Minor numero di pareggi: Matera (0)
- Maggior numero di sconfitte: Matera (26)
- Minor numero di sconfitte: Trissino (4)
- Miglior attacco: Trissino (162 reti realizzate)
- Peggior attacco: Matera (75 reti realizzate)
- Miglior difesa: Trissino (69 reti subite)
- Peggior difesa: Matera (222 reti subite)
- Miglior differenza reti: Trissino (+93)
- Peggior differenza reti: Matera (-147)